# Navalès
El navalès és una forma d'aragonès somontanès. Una de les seves principals característiques és que conserva el sistema d'articles lo, la, los, las (que podem trobar també en cheso i l'aragonès d'Aragüés i que alguns autors consideren un arcaisme), en lloc del sistema més general o, a, os, as.
Naval és un lloc de Lo Grau, situat a la comarca de Somontano de Barbastre.

## Exemples
- M'en boi enta lo campo
- por lo río
- Las dueñas de lo lugar
- en lo rolde